# پویا ایدنی
پویا ایدنی (متولد ۳۱ شهریور ۱۳۷۴ در اهواز)، استاد بزرگ شطرنج و عضو تیم ملی شطرنج جمهوری اسلامی ایران می‌باشد. وی در ژوئن ۲۰۲۰، در رده سوم شطرنج‌بازان ایران قرار دارد.

## استاد بزرگی شطرنج
وی در سال ۱۳۹۳ و از سوی فدراسیون جهانی شطرنج به عنوان استادبزرگ شطرنج معرفی شد، تا بدین ترتیب دهمین فرد ایرانی باشد که به این عنوان دست می‌یابد.